# Line Renaud
Line Renaud, nome d'arte di Jacqueline Ente; precedentemente conosciuta con lo pseudonimo di Jacqueline Ray (Pont-de-Nieppe, 2 luglio 1928), è una cantante e attrice francese, conosciuta anche per la sua attività in ambito televisivo e per il suo impegno in campo sociale nella lotta contro l'Aids.
Tra le sue hit come cantante figura la canzone Buona sera (signorina, buona sera). Ha cantato in duo con diverse colleghe, fra cui Petula Clark, Dalida e Sheila.
Ha avuto, come attrice non protagonista, tre nomination ai premi César: nel 1995 per J'ai pas sommeil, nel 2000 per Belle Maman e nel 2002 per Chaos. In televisione è stata fra gli interpreti della serie televisiva La maledizione dei Templari.

## Biografia
Figlia di una stenodattilografa, Simone Renaud, e di un camionista trombettista in una banda locale di ottoni, Edmond Antoine Ente, si è avvicinata alla musica in tenera età, vincendo a sette anni una gara canora per debuttanti.
Durante la seconda guerra mondiale il padre fu arruolato nell'esercito e stette cinque anni lontano da casa. In quel periodo Jacqueline crebbe con la madre, la nonna e la bisnonna. La nonna gestiva un caffè nella vicina Armentières e Jacqueline vi trascorreva le giornate cantando per i soldati in transito nella cittadina.

### Debutto
Prima che la guerra terminasse si sottopose ad un'audizione al conservatorio musicale di Lilla cantando Sainte-Madeleine e Mon âme au diable, brani scritti da Loulou Gasté, autore di colonne sonore, che poi sposerà nel 1950 e a cui resterà legata fino alla morte di questi, nel 1995.
Gasté, che a quel tempo era un compositore di grande fama, in Francia, al termine dell'audizione presentò quella che era ancora una giovane promessa al direttore di Radio Lille che era alla ricerca di una nuova cantante per la sua emittente. Assumendo lo pseudonimo di Jacqueline Ray, iniziò quindi a lavorare per quella radio eseguendo un repertorio basato su canzoni dello stesso Loulou Gasté.
Nel 1945, all'età di sedici anni, sollecitata da Gasté (che ne aveva venti di più e che al tempo era divenuto ormai il suo mentore), Jacqueline si trasferì a Parigi per debuttare alle Folies Belleville con il nuovo nome d'arte di Line Renaud.

### Carriera musicale
Il debutto con il nome di Line Renaud avvenne a Radio Luxembourg, in un programma in onda la domenica mattina. Scritturata dalla Pathé Marconi registrò Ma Cabane au Canada, scritta da Loulou Gasté, con la quale vinse il Grand Prix du Disque. Cantò anche in quel periodo con Yves Montand al Theatre de l'Etoile, compiendo contestualmente una tournée in Europa ed Africa, da cui tornò come star all'ABC. Registrò nel periodo numerosi adattamenti di canzoni statunitensi con titoli in lingua francese come Ma petite folie, Etoile des neiges e Le chien dans la vitrine.
Nel 1954, quando si esibiva al Moulin Rouge, incontrò Bob Hope che la invitò in USA come guest star - per cinque puntate - al Bob Hope Show. Il viaggio negli Stati Uniti le permise di esibirsi anche al Waldorf Astoria di New York e al Cocoanut Grove di Los Angeles. È comparsa anche in spettacoli di Johnny Carson, Dinah Shore e Ed Sullivan mentre con Dean Martin ha eseguito la canzone Relaxez-vous.
Nel 1959 iniziò a tenere uno spettacolo intitolato Plaisir de Paris prodotto da Henri Varna; quindi iniziò ad esibirsi a Las Vegas nello spettacolo tenuto all'hotel e casinò Dunes (dal 1963 al 1965). Nella città del Nevada si esibì nuovamente nel 1968 mentre in Francia, cinque anni dopo, allestì uno spettacolo di stile americano con cui girò il paese per due anni. A questo seguì un altro spettacolo di Loulou Gasté intitolato Paris – Line durato quattro anni e che servì fra l'altro a risollevare le sorti del Casino de Paris, avviato alla chiusura.
Intanto, nella primavera del 1963, era stata protagonista, alla TV italiana, del varietà musicale Rendez-vous, accanto a Renato Carosone e con la regia di Vito Molinari (in occasione della puntata del 2 maggio era apparso per la prima volta in televisione Fabrizio De André). 
Negli anni ottanta Line Renaud si è esibita prevalentemente in spettacoli per la televisione: su tutti, Telle est Line (per Antenne 2). Ha inciso anche canzoni in inglese e in francese festeggiando appunto al Casino de Paris i quarant'anni di carriera. Nel 1989 ha tenuto spettacoli in Giappone organizzati nell'ambito delle celebrazioni per i bicentenario della rivoluzione francese.
Nel 2017 le viene intitolata una piccola strada di Las Vegas che permette l'accesso al Ceasar Palace.

### Attivismo sociale
Nel 1985 Line Renaud, insieme all’amica Dalida, ha fondato l'Association des Artistes Contre le Sida, un'associazione che combatte al fianco delle persone affette da Aids, organizzando eventi televisivi tendenti alla raccolta di fondi per aiutare la ricerca in Francia.
Nel 2009, come vicepresidente di Sidaction, si è pronunciata in maniera critica riguardo all'affermazione di papa Benedetto XVI sulla scarsa efficacia dell'uso del preservativo nella prevenzione contro l'Aids.

### Politica
Già vicina a Jacques Chirac (per il quale aveva cantato in occasione di incontri del Rassemblement pour la République), nel 2007 non si è schierata a favore di Nicolas Sarkozy, impegnandosi invece nel sostenere Bertrand Delanoë alle elezioni municipali del 2008 di Parigi.
Fa parte del consiglio di amministrazione della fondazione franco-nipponica Sasakawa.

## Teatro
- 1981 - Folle Amanda (Pierre Barillet e Jean-Pierre Grédy)
- 1986 - The Incomparable Loulou (Charles Nelson-Reilly, versione in lingua inglese di Folle Amanda, messo in scena in USA)
- 1991 - Pleins Feux (Didier Kaminka)
- 1995 - La visite de la vieille dame (Friedrich Dürrenmatt)
- 2002 - Poste restante (Noël Coward)
- 2007 - Fugueuses (Pierre Palmade, Christophe Duthuron)
- 2009 - "Très chère Mathilde" (Israël Horovitz, Ladislas Chollat)
- 2010 - "Très chère Mathilde" (Israël Horovitz, Ladislas Chollat)
- 2012 - "Harold et Maude" (Colin Higgins, Ladislas Chollat)
- 2013 - "Harold et Maude" (Colin Higgins, Ladislas Chollat)
- 2017 - "Pleins feux" (Mary Orr, Ladislas Chollat)

## Repertorio di canzoni più conosciute
N.B. I titoli in grassetto si riferiscono ai successi maggiori.
- 100000 guitares
- 15 ans
- 7 cœurs
- À la claire fontaine
- Alles gluck dieser Welt
- Américaine ou Parisienne
- Amour d'été
- À Paris
- A pasapoga
- April in Portugal
- Au pays du Père Noël
- Au revoir
- Avec celui qu'on aime
- Avec des fleurs
- Bananas Island
- Berceuse de Noël
- Billboard de mon cœur
- Bleu lavande
- Bolero Balear
- Boni Banana
- Bonsoir mes souvenirs
- Buena sera
- Bye bye
- Ça fait du bien
- Casino de Paris
- Ce refrain d'autrefois
- Ces petites choses là
- C'est ça la revue !
- C'est fou
- C'est l'amour
- C'est là pour ça
- C'est toi
- Chacun ses rêves
- Chante la joie
- Confession
- Copacabana (At the Copa)
- Cours, cours, regarde et vois
- C' qu'on est bien
- Danse ballerine danse
- Désirs de Paris
- Dis donc, dis donc
- Dis, oh! dis …
- Dixie Lady
- Django - inédit 2004
- Dream of a man
- Driving Wheels
- En dansant le Cha Cha Cha
- Étoile des neiges
- Étranger dans la nuit
- Gala night
- Gwendolina
- Hallelujah !
- Hier est passé
- Histoire d'une petite chanson
- Huckleberry finn
- Hully Gully
- Hurrah Nevada
- If
- Il n'était pas sentimental
- Il y a des anges
- Irma la Douce
- Itsi Bitsi, petit bikini
- J'aime la pluie
- J'ai toujours fait danser ma vie
- J'ai vu maman embrasser le Père Noël
- Jalousie
- Je crois que j'ai gagné
- Je ne sais pas
- Jérémy
- Je veux
- Juste la la la
- La cumparsita
- La goualante du pauvre Jean
- La Madelon
- La maison avec toi
- L'Amitié
- L'amour de ma vie
- La parade
- La petite amazone
- La poupée de porcelaine
- La Ronde
- La sera
- La solitude à deux
- La vie en rose
- Le bal aux Baléares
- Le boa
- Le chien dans la vitrine
- Le complet gris
- Le dimanche matin
- Le jupon de Lison
- Le monde où tu n'es pas
- Le plus beau jour de ma vie
- Le p'tit môme cupidon
- Les amoureux d'un jour
- Les enchaînés
- Les mots d'amour
- Les noces de Maria Chapdelaine
- Les plus jolies choses de la vie
- Le soir
- Le soleil de Paris
- Le soleil sur l'horizon
- Les souvenirs qu'on n'a pas eus
- Les souvenirs sont faits de ça
- L'étrange voyage
- Le trèfle à quatre feuilles
- L'homme qui voulait voler
- Loulou
- Luxembourg polka
- Ma cabane au Canada
- Mademoiselle from Armentières
- Mambo Bacan
- Mambo Boa
- Mambo Italiano
- Ma petite folie
- Mary-Anne
- Merci beaucoup
- Mi amor...Mi amor
- Mister Banjo
- Moi et Lui
- Mon bonheur
- Mon cœur au Portugal
- Mon faible cœur
- Mon magicien
- Mon mari est merveilleux
- Mon petit bonhomme de chemin
- Mon seul Amour –inédit 2004
- Moulin Rouge
- My body
- Ne reste que l'amour
- Nous deux
- On a toujours envie dans la vie
- Où est le mari ?
- Où êtes –vous ?
- Où et quand
- Où sont cachés les gens heureux
- Où vas-tu Basile?
- Pam pou dé
- Paradis retrouvé
- Partir
- Pionner
- Pour la bonne raison
- Pour toi (Feelings)
- Près de toi
- Printemps d'Alsace
- PS I Love You - Inédit
- Quand il pleuvra des roses
- Quand tu n'es pas là
- Quel coup au cœur
- Quelque part dans le monde
- Que sera sera
- Qu'est-ce que j'ai fait, dis-moi ?
- Relaxez-vous
- Rio de Janeiro
- Rose de mai
- Santo Domingo
- Sexe
- S'il fallait que tout recommence avec toi
- Soleil dans la tête
- Son cœur est amoureux
- Sous le ciel de Paris
- Sous les toits de Paris
- Souviens-toi des nuits d'été
- Square dance
- St Louis Blues
- Tango bleu
- Tango de l'éléphant
- Tes yeux bleus
- Tilt
- Time is money
- Tire l'aiguille
- Tom Dooley
- Ton mariage
- Tous les soldats du monde
- Trop beau
- Trop tard
- Trudie
- Tweedlee Dee
- Two sleepy people
- Une poussière dans le cœur (Can't take my eyes off you)
- Un homme
- Un jour je reverrai Paris
- Un jour tu me dis
- Un jour tu me reviendras
- Un jour tu verras
- Un violon chante
- Vacances en Italie
- Vaya con dios
- Viva Cuba
- Vive l'amour
- Vivre tout simplement
- Vous qui passez sans me voir
- Wedding Ding Dong
- When the saints go marching in

## Filmografia parziale

### Cinema
- Illusioni (La Foire aux chimères), regia di Pierre Chenal (1946)
- Une belle garce, regia di Jacques Daroy (1947)
- Ils sont dans les vignes..., regia di Robert Vernay (1952)
- Quitte ou double, regia di Robert Vernay (1952)
- La Madelon, regia di Jean Boyer (1955)
- Mademoiselle et son gang, regia di Jean Boyer (1957)
- L'Increvable, regia di Jean Boyer (1959)

- Tausend Sterne leuchten, regia di Harald Philipp (1959)
- La Folle Journée ou le Mariage de Figaro, regia di Roger Coggio (1989)
- Ripoux contre ripoux, regia di Claude Zidi (1990)
- J'ai pas sommeil, regia di Claire Denis (1994)
- Ma femme me quitte, regia di Didier Kaminka (1996)
- Belle maman, regia di Gabriel Aghion (1999)
- Doggy Bag, regia di Frédéric Comtet (1999)
- Chaos, regia di Coline Serreau (2001)
- Le mal de mère, regia di Édouard Molinaro (2001)
- 18 ans après, regia di Coline Serreau (2003)
- Le Courage d'aimer, regia di Claude Lelouch (2005)
- La Maison du bonheur, regia di Dany Boon (2006)
- Giù al Nord (Bienvenue chez les Ch'tis), regia di Dany Boon (2008)
- La Croisière, regia di Pascale Pouzadoux (2011)
- Ti ripresento i tuoi (La ch'tite famille), regia di Dany Boon (2018)
- Let's Dance, regia di Ladislas Chollat (2019)
- Un tour chez ma fille, regia di Éric Lavaine (2021)
- Une belle course (A spasso con Madeleine in italiano e Driving Madeleine in inglese), regia di Christian Carion (2022)

### Televisione
- La maledizione dei Templari (Les rois maudits), regia di Josée Dayan - miniserie TV (2005)